# Johan Heunis
Johan Wilhelm Heunis (George, 26 de enero de 1958) es un ex–jugador sudafricano de rugby que se desempeñaba como fullback.
Heunis es para muchos, uno de los mejores fullbacks que dieron los Springboks y está considerado el tercero mejor en su puesto de los años 1980, solo por detrás del francés Serge Blanco y el escocés Gavin Hastings.

## Carrera
Debutó en la primera de los Blue Bulls en 1977 y desarrolló toda su carrera ahí, jugando con ellos hasta su retiro en 1993.
Heunis es una de las estrellas de la llamada Generación perdida de los Springboks: junto al hooker Uli Schmidt, el pilar Flippie van der Merwe, el segunda línea Burger Geldenhuys, el octavo Jannie Breedt, el apertura Naas Botha, el centro Danie Gerber y el wing Carel du Plessis. Todos ellos no pudieron disputar los mundiales de Nueva Zelanda 1987 e Inglaterra 1991 por la política racista de su país.

## Selección nacional
Fue convocado a los Springboks por primera vez en septiembre de 1981 para enfrentar a los All Blacks durante la polémica Gira de los Springboks 1981 por Nueva Zelanda, en la que sucedieron violentas manifestaciones por parte del público local, en contra del régimen sudafricano de apartheid y debutó ingresando en reemplazo de Gysie Pienaar en el tercero y último test match contra los de negro, su buen desempeño le permitió ser titular contra las Águilas dos semanas después. Fue titular nuevamente contra Sudamérica XV en la histórica derrota ante el combinado liderado por el argentino Hugo Porta, estos partidos le permitieron consolidarse como el fullback titular de los sudafricanos.
Dos años después se enfrentó al XV de la Rosa durante la también polémica y condenada Gira del XV de la Rosa 1984. Heunis jugó ambos partidos y el último tuvo la curiosidad de que integraron a los Springboks Errol Tobias y Avril Williams; de raza negra, dicho hecho fue una desesperada acción de la South African Rugby Union que permitió que la gira se realice con apoyo de la Rugby Football Union que sin embargo fue fuertemente criticada a nivel mundial.
En 1986 enfrentó en todos los partidos a los rebeldes New Zealand Cavaliers que desobedecieron a la New Zealand Rugby y a la World Rugby, además de recibir incentivos económicos (algo prohibido en la época), mostrando un excelente nivel deportivo y siendo clave para la victoria sobre el equipo que un año después se consagraría campeón del Mundo con más de la mitad de los jugadores que participaron de esta gira.
Sus últimos partidos los disputó ante World XV en 1989, jugando ambos encuentros ante figuras como Rod McCall, Bob Norster, Philippe Sella, Laurent Rodríguez, Mike Teague y Peter Winterbottom. En total jugó 14 partidos y marcó 41 puntos.

## Palmarés
- Campeón de la Currie Cup de 1977, 1978, 1980, 1981, 1987, 1988 y 1991.